# Regine (1935)
Regine ist ein deutsches Filmdrama von 1935 unter der Regie von Erich Waschneck. In Anlehnung an Gottfried Kellers gleichnamige Novelle wird die Geschichte des von Luise Ullrich gespielten Dienstmädchens Regine erzählt, dem Untreue zum Vorwurf gemacht wird. Adolf Wohlbrück spielt den berühmten Ingenieur, der Regine in seine Welt holt, und Olga Tschechowa die Frau, die Regine übel mitspielt. 
Im Vorspann des Films wird darauf hingewiesen, dass der Film „nach Gottfried Kellerschen Motiven“ gedreht worden sei, da er doch erheblich vom Original abweicht. Vom Grundkonstrukt ist allein die Idee geblieben, was passieren kann, wenn zwei Menschen aus völlig verschiedenem Milieu eine Verbindung eingehen. Auch das Ende des Films hält sich nicht an die literarische Vorlage.

## Handlung
Frank Reynold hat als Ingenieur Karriere und sich einen großen Namen gemacht, als er aus Amerika in seine süddeutsche Heimat zurückkehrt. Als er im Haushalt seines Onkels, Professor Gisevius, das Hausmädchen Regine kennenlernt, verliebt er sich in die junge Frau. Regine erwidert seine Zuneigung und nach kurzer Zeit heiraten beide. Franks Hausdame, Frau von Steckler, soll Regine fehlende Umgangsformen beibringen und sie darin unterrichten, wie man sich in der höheren Gesellschaft bewegt. 
Die schöne Schauspielerin Floris Bell, die von Frank zurückgewiesen wurde, wurmt es, dass er ein einfaches Dienstmädchen ihr vorgezogen hat. Sie ersinnt einen Plan, wie sie die arglose junge Frau in Misskredit bringen kann. Eine Gelegenheit dazu sieht sie bei einem Hausball, an dem Frank nicht teilnehmen kann, da er einen Auftrag im Orient abzuwickeln hat. Bell sieht missbilligend, wie Regines Natürlichkeit die anwesenden Herren entzückt, und lanciert das Gerücht, dass Regine sich mit Merlin, einem Mann, der ihr selbst ergeben ist, eingelassen habe. Geschickt arrangiert sie, dass Merlin Regine nach Hause bringt, und benachrichtigt dann Frau von Steckler, die beide dabei überrascht, als Merlin Regine küssen will. In dieser Nacht taucht dann auch noch Regines Bruder Robert, der sie stets unter Druck gesetzt und gequält hat, bei ihr auf und verlangt Geld. Aus falsch verstandener Solidarität hilft sie ihm und verrät ihn weder an die Polizei noch später, als es hilfreich für sie sein könnte, an ihren Mann. Frau von Steckler unterrichtet Frank über die Vorkommnisse und vermittelt ihm ihre falsche Sicht der Dinge, sodass er glauben muss, seine Frau habe ihn tatsächlich betrogen.  
Regine, die sich nicht zu wehren weiß und für die Frank ihr Leben bedeutet, nimmt sich das alles so sehr zu Herzen, dass sie nur einen Ausweg sieht. Sie will sich mit Gas vergiften. In sozusagen letzter Sekunde wird sie von Frank, der inzwischen weiß, dass er Regine Unrecht getan hat, gerettet. 

## Produktionsnotizen
Die Dreharbeiten zu Regine begannen am 10. September 1934 und wurden in rekordverdächtiger Zeit noch im selben Monat beendet. Die Außendrehs fanden in Oberfranken, in Miltenberg, in Kaub und der Loreley sowie in verschiedenen Orten am Rhein statt. Produktionsfirma war Hermann Grunds Fanal-Film-Produktion GmbH (Berlin). Für die Bauten zeichneten Hans Sohnle und Otto Erdmann verantwortlich. Im Film wird das Lied Die Liebe ist ja nur ein Spiel, gesungen von Olga Tschechowa, am Flügel Clemens Schmalstich, mit der Musik von Clemens Schmalstich und dem Text von Günther Schwenn, vorgetragen. Es spielt das Orchester Oscar Joost mit seinem langjährigen Arrangeur Franz Mück am Piano. Das Orchester spielt während des Hausballs. Außerdem erklingt das Toreador-Lied aus Georges Bizets Oper Carmen. Der Film durchlief am 20. November 1934 die Zensur. Er hat eine Länge von 2.881 m, was 105 Minuten entspricht. 
Die Uraufführung von Regine fand am  7. Januar 1935 statt.  In der DDR wurde der Film am 22. Februar 1988 im DFF 1 ausgestrahlt. Der Filmtitel in Österreich lautet: Regine – Roman einer grossen Liebe. Für Luise Ullrich war es ihre erste wirkliche Hauptrolle in einem Film und gleichzeitig ihr Durchbruch.

## Weitere Verfilmung und Vorlage
Erich Waschneck führte bereits 1927 Regie in der auf Gottfried Kellers Novelle beruhenden Verfilmung Regine. Die Tragödie einer Frau. Die Magd Regine wird von Lee Parry gespielt, der amerikanische Ingenieur Frank Thomas, wie er in dieser Verfilmung heißt, von Harry Liedtke.  
Im Jahr 1955 entstand eine weitere Verfilmung, die ebenfalls den Titel Regine trägt. Regie führte Harald Braun. Johanna Matz verkörpert die Rolle der Regine. Erik Schumann spielt unter dem Namen Martin Lundt einen reichen Erben, der Regine heiratet. In den Verfilmungen blieb der Name Regine erhalten, die meisten anderen Namen wurden jeweils verändert. 
In Kellers Novelle verliebt sich der Gesandtschaftsattaché Erwin Altenauer, ein reicher und kunstliebender Amerikaner deutscher Herkunft, in das Dienstmädchen Regine. Regine nimmt sich das Leben aus Scham über die Mordtat ihres Bruders und des Verdachts ihres Mannes, dass sie ihm untreu gewesen sei. Die Unfähigkeit der Ehepartner, ein klärendes Gespräch zu führen, löst diese Tragödie aus.

## Kritik
Das Lexikon des internationalen Films befand zwar „sentimentales Vorkriegskino“, hob aber hervor „allerdings mit beachtlichen schauspielerischen Leistungen“.
Karlheinz Wendtland war der Ansicht, dass Luise Ullrich in dieser Rolle „ihre bisher reifste Leistung“ gezeigt habe. Er schrieb: „Ihr Fluidum der Unschuld, ihre Augen, ihre Körpersprache vermitteln ein plastisches Bild von Regine. Mit dieser Rolle kehrt sie zur elementarsten Äußerung zurück.“ Wendtland meinte weiter, dass „auch an Adolf Wohlbrück […] die Sparsamkeit des Ausdrucks zu bewundern“ sei. Zur Darstellung von Olga Tschechowa äußerte Wendtland: „Olga Tschechowa ist eine charmante, aber bösartig intrigierende Salonschlange. Ihr virtuoses Können gipfelt im Chanson Die Liebe ist ja nur ein Spiel.“
Im Film-Kurier war seinerzeit über Luise Ullrich zu lesen: „Man möchte Höhepunkte herausgreifen – und findet kaum eine Szene, die nicht das Erwähnen verdient. Ob sie nun wie ein staunendes Kind, das die Größe seines Glücks gar nicht fassen kann, das Wunder der erwiderten Liebe erlebt, ob sie durch das Fegefeuer einer Gesellschaft schreitet, die ihrer Unwissenheit spotten möchte und sich doch dem reinen Zauber dieses Mädchens aus der anderen Welt nicht entziehen kann, ob sie wie ein kleiner Irrwisch im Hause umhertollt und aller Etikette zum Trotz die unbequemen Schuhe in hohem Bogen von den Füßen wirft oder ob sie schließlich den Weg zum Gashahn geht – wir erleben sie entzückt und begeistert.“